# 宾夕法尼亚省
宾夕法尼亚省（英語：Province of Pennsylvania），又称宾夕法尼亚殖民地（英語：Pennsylvania Colony）是1681年3月4日由英格兰国王查理二世向威廉·佩恩勅许的一块英属北美殖民地。宾夕法尼亚这个名字是威廉·佩恩的父亲老佩恩的名字和“森林”的拉丁语“sylvania”组成的，意思是“（老）佩恩的林地”。直到美国独立之前，此殖民地法律上的所有权都一直掌握在威廉·佩恩家族的手中。此后，宾夕法尼亚省以独立十三州之一的身份加入联邦。

## 殖民地的建立
威廉·佩恩的父亲老威廉·佩恩是英国海军的英雄。当时，王室积欠了老佩恩16000英镑的债务，所以就以赐予殖民地的方式抵债。殖民地的设立是在英国成长起来的教友会（又称“贵格会”）一手推动的，原因是在私有的新殖民地发展可以缓解其与英国国教会的尖锐对立。佩恩还在英国的时候就对这个新殖民地政府最初的架构有过描述，并在某种程度上规定抑或许诺了殖民地居民各方面的权利。
作为中部殖民地（北美13个殖民地中位于大西洋沿岸中部的部分）之一，宾夕法尼亚省也是领主所有的殖民地（即私有殖民地）。与其它的私有殖民地相异的是，尽管其税金在某种程度上由英国议会控制，然而直到法印战争，宾夕法尼亚都一直保持着零公共债务和较少量的征税。并且，宾夕法尼亚省本身并未设置军队。殖民地的范围南北为北纬39度到42度；东西为自其东部界限特拉华河起向西横跨5个经度。该省分别与纽约省、马里兰省以及新泽西省接壤。从荷兰夺取的特拉华殖民地在1682年被约克公爵割让给威廉·佩恩，然而，由于冲突激烈，1701年， 特拉华与宾夕法尼亚本部分别开始由各自的议会管理；到了1704年，特拉华殖民地实际上成为了独立的存在。。
宾夕法尼亚省的首位总督是佩恩的亲戚威廉·马克哈姆。他的第一次任期仅维持了一年。

## 信仰自由与迅速繁荣
威廉·佩恩及其支持者贵格会教徒向宾夕法尼亚省当局赋予了很强烈的宗教价值观。当时他们最激进的信条是全民的宗教信仰自由和对美洲原住民的一视同仁。由于当局一开始所表现出来的极大宽容性，其它殖民地的大半原住民（主要是勒内普族及萨斯昆汉诺克族等）都与宾夕法尼亚省当局建立了良好的关系。在此期间费城急速成长为当时美国最重要的都市;同时对居于内陆的整个宾夕法尼亚而言，也因为荷兰人、德意志人的宗教或政治难民的涌入而使得大片肥沃的土地得到开垦，并由此进一步激励了该地区的文化创造精神。在这个过程的初期，门诺会首先于1683年设立了日耳曼镇。另外，1740年建立的诺尔斯基尔阿米什人开拓地是美国最初的阿米什人定居点。

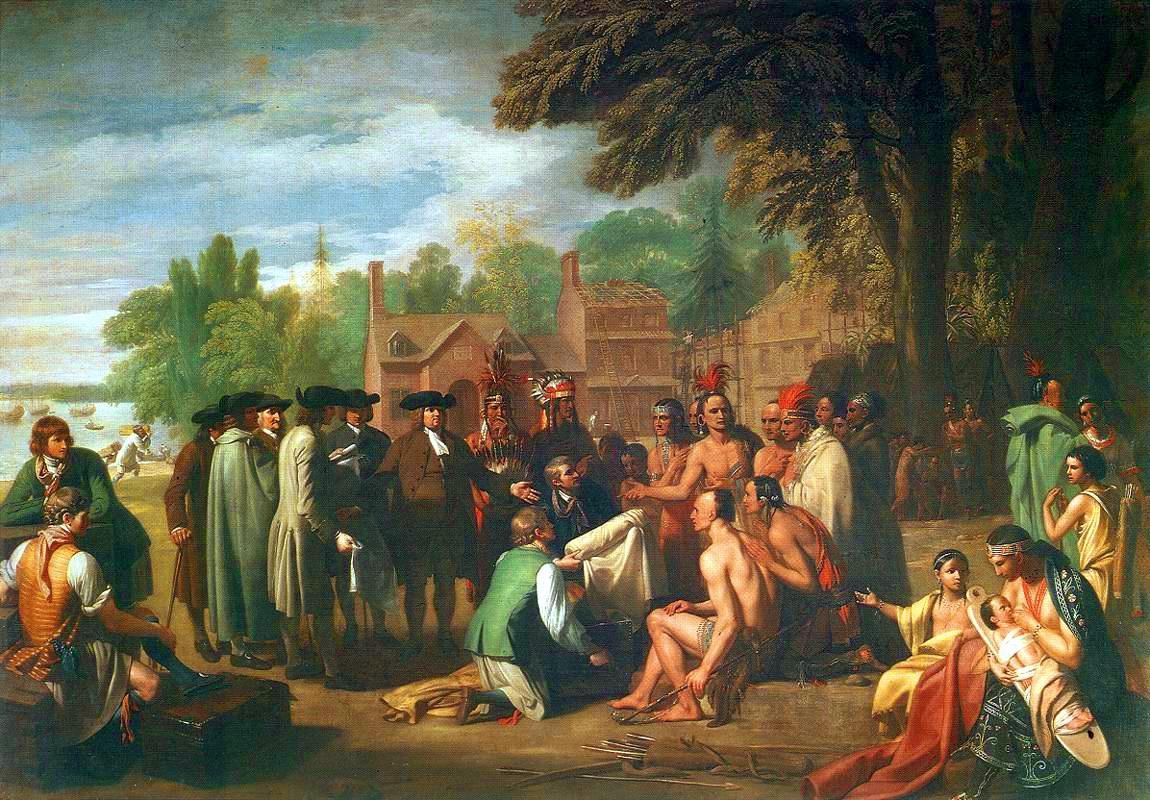
威廉·佩恩与勒内普族缔结条约，本杰明·委斯特画于1682年

1737年，为了从原住民勒内普族手中以“政治亲善”的方式得到土地，殖民者与这些原住民进行了“平等的”土地交易。殖民地当局从1680年代开始声称，勒内普、特拉华族已经承诺卖给殖民者从特拉华河和利哈伊河的汇合处（靠近现在的伊斯顿）开始，「一个男人走一天半到的地方」的土地。这桩购地交易被称为“步行购地”，“步行交易”或者“步行买收”（英： Walking Purchase）。这桩交易的文书系伪造品的可能性很大，不过勒内普族居然对此毫不怀疑。政治家、时任省书记官的詹姆斯·洛根为了尽可能多地入手土地，想到了一个计划：雇来殖民地跑得最快的三个人来“步行购地”。省当局事先派人清理干净了一条小径，然后让这三个人沿着这条路径“赛跑”。但由于路程过长，最终只有一个人完成了“比赛”，而他跑出了惊人的70英里(113公里)。这次“交易”夺取了位于现在宾夕法尼亚东北部的120万英亩 (4,860 平方公里)土地，大致相当于罗得岛州的总面积。这片购入的地区相当于现在的、派克县、门罗县、卡本县、斯古吉尔县、北安普顿县、利哈伊县以及巴克斯县。勒内普族在此后的19年间一直在为此条约的取消而斗争，但是没有成功。当地的原住民勒内普族、特拉华族被强制迁往夏莫金溪谷和怀俄明溪谷，而这两个地区已经因为此前大量原住民部落被驱入而拥挤不堪。
1751年是宾夕法尼亚省标志性的一年。英属北美第一家医院——宾夕法尼亚医院与私立宾夕法尼亚大学的前身"Philadelphia Academy and College"相继开设。
在宾夕法尼亚省拥有统治地位的贵格教徒强烈反对当时英属北美殖民地普遍存在的奴隶制。到1730年为止约有数量在4,000的奴隶被带到宾夕法尼亚。1780年，宾夕法尼亚省颁布的渐次奴隶制废除法成为美利坚合众国的前身殖民地中的第一部废奴法律，约有6,300人通过这部法律获得了自由。1790年的人口普查显示，宾夕法尼亚的非裔美国人数量增加到了约一万人。

## 革命思想的兴起
殖民地的高速发展使殖民者与宾夕法尼亚省西部的原住民斗争日趋激烈。法印战争的结束仅仅是庞蒂亚克战争的开端。1763年，英国以一纸“1763年公告”禁止殖民者越过阿巴拉契亚山脉，引起了大量殖民者对宗主国政府的强烈不满。宾夕法尼亚省和英属弗吉尼亚自治领有众多殖民者蜂拥前往皮特要塞（现在的匹兹堡）占据周边肥沃的土地，这个公告无疑将对他们造成很大影响。当时，殖民者正与原住民族互相交战。1774年，弗吉尼亚宣称其对宾夕法尼亚省的匹兹堡拥有支配权。随即宾夕法尼亚武装殖民者与弗吉尼亚军队发生冲突，当地法官亚瑟·圣克莱尔下令逮捕了弗吉尼亚部队的军官。
独立战争时期，宾夕法尼亚人革命热情高涨。费城一直以来独立意识相当强烈，因此最初的协调行动大陆会议的举办场所理所当然选在了费城。而在1776年，从当地的革命支持者中诞生的宾夕法尼亚宪法正式发行标志着英属宾夕法尼亚省（宾夕法尼亚殖民地）的历史走向了终结，作为联邦一员的历史拉开了序幕。

## 著名宾夕法尼亚省人士
- 本杰明·富兰克林
- 古弗尼尔·莫里斯
- 托马斯·潘恩
- Thomas McKean（英语：Thomas McKean）
- Robert Morris (financier)（英语：Robert Morris (financier)）（独立宣言署名者）
- 詹姆斯·威爾遜（独立宣言署名者）

### 引用
1. ↑  .   [2012-10-07]. （原始内容存档于2012-10-29）.
2. ↑  .   [2012-10-07]. （原始内容存档于2012-09-03）.